# Sowjetischer Eishockeypokal 1972
Die Saison 1972 war die 14. Austragung des sowjetischen Eishockeypokals. Pokalsieger wurde zum zweiten Mal Dynamo Moskau. Beste Torschützen des Turniers waren Wiktor Liksjutkin von Chimik Woskressensk und Leonid Muchlenow von Kautschuk Omsk mit je sechs Toren.

## Teilnehmer
| Teams der höchsten Spielklasse: | Teams der zweithöchsten Spielklasse: | Weitere Teams:                               |
| --- | --- | -------------------------------------------- |
| - Torpedo Gorki - SKA Leningrad - Dynamo Moskau - Krylja Sowetow Moskau - Lokomotive Moskau - Spartak Moskau - ZSKA Moskau - Traktor Tscheljabinsk - Chimik Woskressensk | - Chimik Dnjeprodserschinsk - Kristall Elektrostal - SKA MWO Kalinin - SK Uritskogo Kasan - HK Dynamo Kiew - Torpedo Minsk - Sputnik Nischni Tagil - Metallurg Nowokusnezk - Sibir Nowosibirsk - Kautschuk Omsk - Diselist Pensa - Molot Perm - Dinamo Riga - Kristall Saratow - Awtomobilist Swerdlowsk - Metallurg Tscherepowez - Salawat Julajew Ufa - Torpedo Ust-Kamenogorsk | - SKIF Minsk - RVZ Riga - Ekskavator Tallinn |

## Ergebnisse

### Erste Runde
| Diselist Pensa        | 5:2  | Metallurg Tscherepowez |
| Sputnik Nischni Tagil | 4:1  | RVZ Riga               |
| Kristall Elektrostal  | 6:2  | SK Uritskogo Kasan     |
| SKA MWO Kalinin       | 5:2  | SKIF Minsk             |
| Kautschuk Omsk        | 15:0 | Ekskavator Tallinn     |
| Molot Perm            | 5:3  | Metallurg Nowokusnezk  |

### Sechzehntelfinale
| Sputnik Nischni Tagil | 2:3  | Awtomobilist Swerdlowsk   |
| Lokomotive Moskau     | 8:2  | Diselist Pensa            |
| Sibir Nowosibirsk     | 7:0  | Torpedo Ust-Kamenogorsk   |
| Kristall Elektrostal  | 3:2  | Kristall Saratow          |
| Molot Perm            | 5:2  | Torpedo Minsk             |
| Dinamo Riga           | 10:1 | Chimik Dnjeprodserschinsk |
| SKA MWO Kalinin       | 3:2  | Dynamo Kiew               |
| Kautschuk Omsk        | 3:1  | Salawat Julajew Ufa       |

### Achtelfinale
| ZSKA Moskau           | 5:3  | Lokomotive Moskau       |
| Chimik Woskressensk   | 10:6 | Awtomobilist Swerdlowsk |
| Traktor Tscheljabinsk | 7:4  | Sibir Nowosibirsk       |
| Kristall Saratow      | 4:7  | SKA Leningrad           |
| SKA MWO Kalinin       | 7:8  | Spartak Moskau          |
| Kautschuk Omsk        | 3:6  | Torpedo Gorki           |
| Dinamo Riga           | 3:1  | Krylja Sowetow Moskau   |
| Dynamo Moskau         | (W)  | Molot Perm              |

### Viertelfinale
| ZSKA Moskau           | 4:5 | Chimik Woskressensk |
| Traktor Tscheljabinsk | 5:3 | SKA Leningrad       |
| Spartak Moskau        | 6:2 | Torpedo Gorki       |
| Dinamo Riga           | 4:6 | Dynamo Moskau       |

### Halbfinale
| Chimik Woskressensk | 4:2 | Traktor Tscheljabinsk |
| Spartak Moskau      | 1:5 | Dynamo Moskau         |

### Finale
| Dynamo Moskau | 3:0 | Chimik Woskressensk |

## Pokalsieger
| Pokalsieger Dynamo Moskau | Torhüter: Alexander Paschkow, Wladimir Polupanow Verteidiger: Michail Alexeienko, Witali Dawydow, Alexander Filippow, Waleri Nasarow, Wladimir Orlow, Stanislaw Schtschegolew, Waleri Wassiljew Angreifer: Wladimir Dewjatow, Wladimir Jursinow, Jewgeni Kotlow, Alexander Malzew, Anatoli Motowilow, Juri Reps, Igor Samotschernow, Anatoli Sewidow, Michail Titow, Juri Tschitschurin Cheftrainer: Arkadi Tschernyschow |